# 第11高射特科大隊
第11高射特科大隊（だいじゅういちこうしゃとっかだいたい、JGSDF 11th Antiaircraft Artillery Battalion）は、北海道札幌市の真駒内駐屯地に駐屯していた、陸上自衛隊第11師団隷下の高射特科部隊であった。第11師団の旅団への改編により第11高射特科中隊へ縮小改編された。

## 沿革
第11特科連隊第6大隊
- 1962年（昭和37年）1月18日：第11特科連隊第6大隊として真駒内駐屯地において編成完結。
- 1965年（昭和40年）1月20日：M51 75mm高射砲の配備に伴い、改編。
- 1972年（昭和47年）3月24日：35mm2連装高射機関砲 L-90の配備に伴い、改編。
- 1987年（昭和62年）3月26日：81式短距離地対空誘導弾配備に伴い、改編。

第11高射特科大隊
- 1989年（平成元年）3月24日：第11特科連隊第6大隊が分離独立、第11高射特科大隊として分離・独立、師団直轄となる。

第11高射特科中隊
- 2008年（平成20年）3月26日：第11師団の旅団化に伴い、第11高射特科中隊へ縮小改編。後方支援体制変換に伴い、整備部門を第11後方支援隊第2整備中隊高射直接支援小隊へ移管。

## 廃止時の部隊編成
- 第11高射特科大隊本部
- 本部管理中隊「11高特-本」
- 第1中隊「11高特-1」
- 第2中隊「11高特-2」

## 整備支援部隊
- 第11後方支援隊第2整備中隊高射直接支援小隊：2008年（平成20年）3月26日から

## 主要幹部
| 代 | 氏名       | 在任期間                      | 主な後職        |
| -- | ---------- | ----------------------------- | --------------- |
| 5  | 東川 弘    | 1995年8月1日 - 1997年7月31日  |                 |
| 6  | 深田光生   | 1997年8月1日 - 1999年7月31日  |                 |
| 7  | 市橋大樹   | 1999年8月1日 - 2002年3月22日  |                 |
| 8  | 東泊 優    | 2002年3月23日 -               |                 |
| 9  | 諸石正弘   | - 2005年7月31日               |                 |
| 10 | 島守英次   | 2005年8月1日 - 2007年3月22日  |                 |
| 末 | 八木聖一郎 | 2007年3月23日 - 2008年3月25日 | 第7高射特科群長 |

## 主要装備
- 81式短距離地対空誘導弾
- 93式近距離地対空誘導弾
- 対空レーダ装置 JTPS-P14
- 低空レーダ装置 JTPS-P18
- 1/2tトラック／73式小型トラック
- 1 1/2tトラック／73式中型トラック
- 3 1/2tトラック／73式大型トラック
- 64式7.62mm小銃